# Zohra Drif

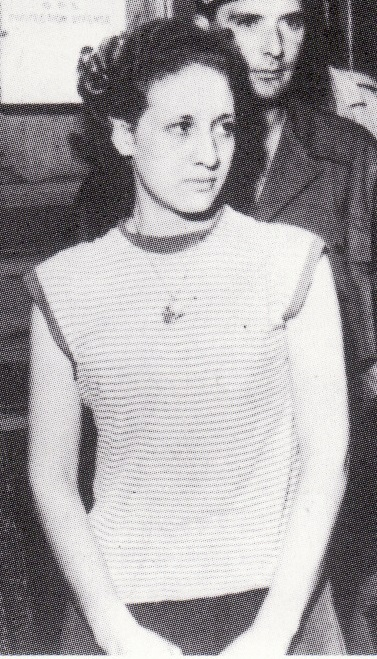
Zohra Drif

Zohra Drif Bitat (tiếng Ả Rập: زهرة ظريف بيطاط,; sinh ngày 28 tháng 12 năm 1934) là một luật sư về hưu người Algeria, một mujahid (chiến binh trong cuộc chiến tranh giành độc lập tại Algérie), và là phó chủ tịch của Hội đồng Dân tộc Algérie, thượng viện của Nghị viện Algérie. Drif được sinh ra tại tỉnh Tissemselt, một phần của thành phố Tiaret. Tại đây, ông của bà là một Imam và cha của bà là một luật sư và thẩm phán ở Tiaret. Bà được biết đến với các hoạt động của mình trong việc thay mặt cho Mặt trận Giải phóng Dân tộc (FLN) tại Algérie trong Chiến tranh Algérie.
Drif đã kết hôn với Rabah Bitat, một trong những người đứng đầu mặt trận FLN và là Chủ tịch Quốc hội. Tại Algeria, bà được xem là một nữ anh hùng trong cuộc chiến tranh chống thực dân Pháp. Bà cũng đã làm việc với Ali La Pointe, Hassiba Ben Bouali và Saadi Yacef, người đứng đầu Khu tự trị Algiers. Dấu mốc nổi bật của bà trong chiến tranh được biết đến nhiều nhất liên quan đến vụ đánh bom quán cafe Milk Bar vào năm 1956.

## Thiếu thời
Drif được sinh ra trong một gia đình người Algeria thuộc tầng lớp thượng lưu. Bà lớn lên tại tỉnh Tissemselt, nơi cha bà là một qadi (thẩm phán). Bà theo học tại một trường trung học danh giá thời đó, Lycée Fromentin, và sau đó học ngành Luật tại Đại học Algiers từ năm 1954 đến 1955. Khi còn là sinh viên, Drif đã lên những tư tưởng vừa mang tính nam nữ bình quyền vừa chống thực dân. Ở trường, bà được học về Thời kỳ Khai sáng, Cách mạng Pháp năm 1789 và quyền tự do cá nhân. Tất cả đã đóng góp cho hệ tư tưởng của bà trong cuộc cách mạng Algeria.